# ヒドラジンオキシドレダクターゼ
ヒドラジンオキシドレダクターゼ（hydrazine oxidoreductase）は、次の化学反応を触媒する酸化還元酵素である。
ヒドロキシルアミン + NH3 {\displaystyle \rightleftharpoons } ヒドラジン + H2O
ヒドラジン + 4 フェリシトクロムc {\displaystyle \rightleftharpoons } N2 + 4 フェロシトクロムc
組織名はhydrazine:acceptor oxidoreductaseで別名にHAO (ambiguous; cf. EC 1.7.3.4  hydroxylamine oxidase)がある。